# Eskalera Karakola
La Eskalera Karakola es un centro social autogestionado, situado en la calle Embajadores, número 52, en el barrio de Lavapiés. El edificio está exclusivamente dirigido por mujeres, por lo que los proyectos que se desarrollan en él, además de inspirarse en los principios de autonomía y autogestión, son en su mayoría fruto de nociones feministas. Previamente, sus actividades se desarrollaron en un edificio cercano, una antigua panadería del siglo XVII situada en la misma calle Embajadores, número 40, esquina con la calle de Rodas, que fue okupada desde 1996 hasta el desalojo producido en 2005.

## Embajadores, 40
En 1996, tras la okupación de Lavapiés 15, un grupo de mujeres decidió desarrollar un espacio feminista dentro de la casa. Tras el desalojo producido en octubre de ese mismo año, optaron por lanzar un proyecto autónomo. El primer edificio fue okupado en noviembre de 1996, creándose así la Asociación Cultural Feminista La Eskalera Karakola (EKKA), que más tarde fue constituida legalmente. La Eskalera Karakola se autofinanció mediante iniciativas como un bar, un comedor vegetariano o una tetería, que al mismo tiempo han servido como punto de encuentro.
Su actividad se ha centrado en la promoción de la participación ciudadana de las mujeres y la realización de actividades formativas de diverso tipo. Muchos de los debates, acciones y campañas de la EKKA se han centrado en problemáticas relativas con las mujeres, como la violencia de género o la precariedad laboral femenina producida por el capitalismo tardío. En este sentido, en 2002 se creó un grupo de trabajo denominado “Laboratorio de trabajadoras” que desarrolló el proyecto “Precarias a la deriva”, que ha ganado el reconocimiento de grupos de mujeres e instituciones y que obtuvo una mención especial en la primera edición del Premio María Ángeles Durán de la Universidad Autónoma de Madrid.
En el ámbito del racismo, la EKKA desarrolló un “Taller de herramientas contra el racismo” en 1999 que se llevó a la práctica en varias asociaciones de vecinos y en el ámbito educativo, tanto en colegios como en institutos. También ha apoyado a asociaciones de inmigrantes y organizado el taller “Encuentro y Contraste”, junto a mujeres inmigrantes, en 1998.
Durante el verano de 1999, la Eskalera Karakola organizó, junto al Servicio Civil Internacional (SCI), un Campo Internacional de Trabajo orientado a rehabilitar la casa de Embajadores, 40. El proyecto tuvo un marcado carácter formativo, y las mujeres estuvieron asesoradas por un conjunto de expertos, arquitectas y aparejadores. Una de las plantas de la casa okupada Fray Ceferino González 4, situada en una antigua fábrica de lonas llamada Hijos de Deogracias, sirvió como alojamiento a las participantes en el campo.
La Eskalera Karakola ha mantenido abiertos espacios de reflexión, mediante iniciativas como la “Escuela de feminismo(s)” y la “Casa de la diferencia” (2001-2002). Ha estado en contacto con grupos e iniciativas de Madrid, España o de alcance global, participando, por ejemplo, en la Coordinadora de Grupos 8 de marzo, la coordinadora que organiza la celebración del Día del Orgullo lésbico, gay y transexual o el foro Mujer y Urbanismo auspiciado por el Colegio de Arquitectos. La Eskalera fue una de las sedes de la NOISE European Summer School in Women's Studies que se celebró en Madrid en septiembre de 2001. También fue sede de la mesa de género del II Encuentro internacional contra el neoliberalismo y por la humanidad, realizado en parte en Madrid. Ha participado en el Foro Social Trasatlántico (FST) y el Foro Social Europeo (FSE). Está asimismo integrada en la red europea de estudios feministas NextGenderation Network, afincada en el Departamento de Estudios de la Mujer de la Universidad de Utrecht, en Holanda.
La EKKA mantiene además una página web, alojada en Sindominio, y participa en Mujeres Preokupando, una publicación de carácter anual que comenzó en 1997 y cuya coordinación, rotativa, correspondió a la Eskalera en 1999.

## Embajadores, 52

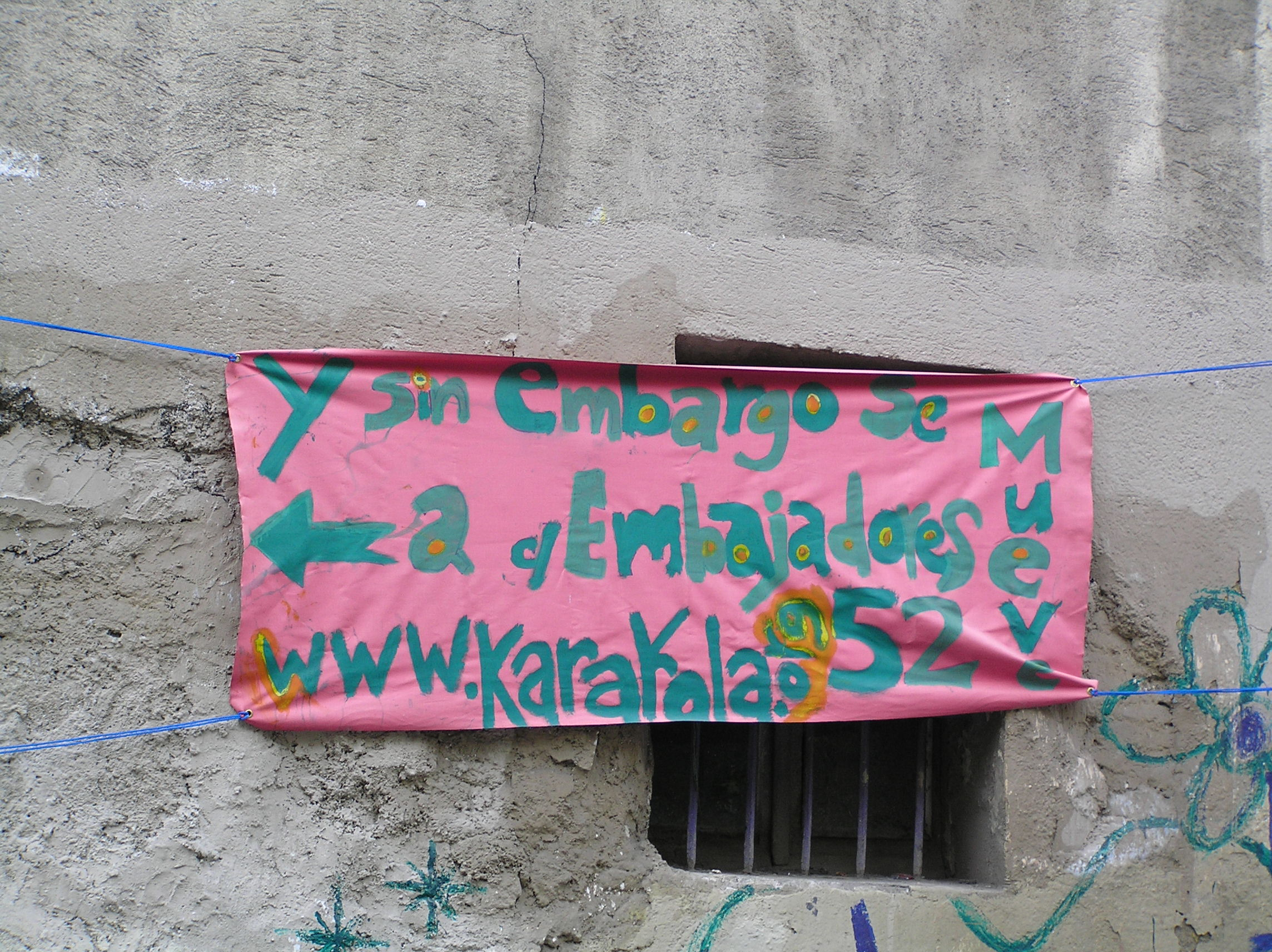
Nota de traslado a Embajadores, 52.

Las actividades de la Eskalera Karakola en Embajadores 40 produjeron un importante proceso de carácter reivindicativo en el que grupos de mujeres, movimientos sociales o asociaciones de vecinos, apoyados por el Consejo de la Mujer y determinadas fuerzas políticas pidieron al ayuntamiento la expropiación y rehabilitación del inmueble y que se transformase en un centro de mujeres.
Se iniciaron negociaciones con el gobierno municipal de Alberto Ruiz-Gallardón, pero el ayuntamiento rechazó adquirir el inmueble para cederlo tal y como se solicitaba. No obstante, sí accedió a ceder dos pequeños locales, cada uno de 50 metros cuadrados, a cambio de un alquiler simbólico. Estos locales están situados en la misma calle Embajadores, en los bajos del número 52. La casa de Embajadores 40 fue desalojada el 10 de mayo de 2005 por la Policía Nacional, y fue finalmente derruida en 2010.
Desde el establecimiento en el número 52, los esfuerzos de la EKKA se han centrado en la habilitación del inmueble y la organización de las áreas y actividades que se prevén realizar. Entre ellas se encuentran un espacio de estudios y archivo, un área telemática, actividades audiovisuales, espacios de encuentro y áreas para talleres, así como una oficina desde la que prestar servicios de asesoría y establecer redes de apoyo entre mujeres.